# Barsebäckshamn
Barsebäckshamn est une localité suédoise située dans la commune de Kävlinge en Scanie.
Sa population était de 507 habitants en 2019.